# نرکین شنگاویت
نرکین شنگاویت (به ارمنی: Ներքին Շենգավիթ) یک منطقه مسکونی در ارمنستان است که در ایروان واقع شده‌است.